# Ireneusz Bruski

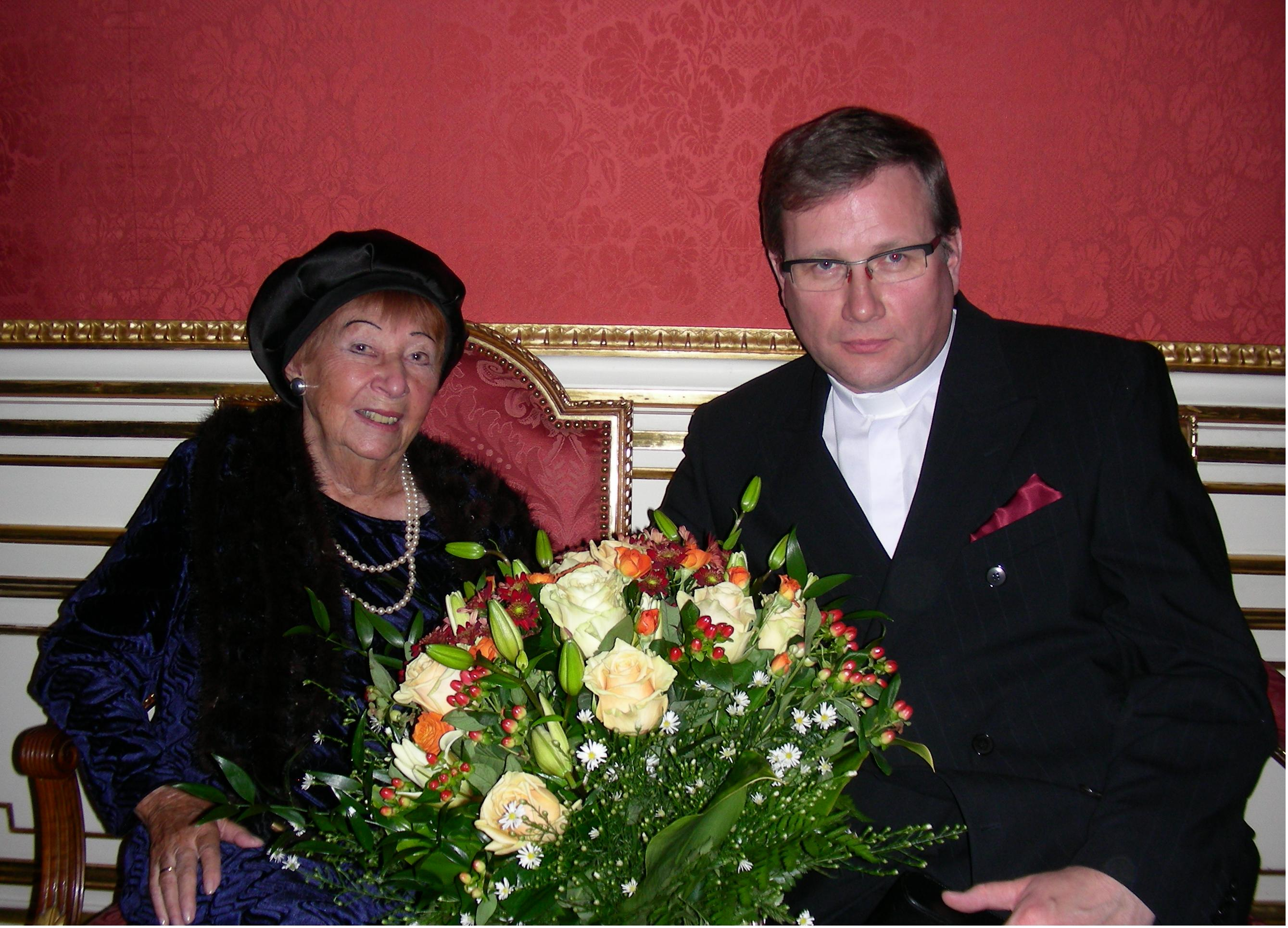
Podczas Gali na Zamku Królewskim w Warszawie, 2007; na zdjęciu: Irena Kwiatkowska (Honorowy Gość Gali) i ks. Ireneusz St. Bruski (kapelan Domu Aktora w Skolimowie)

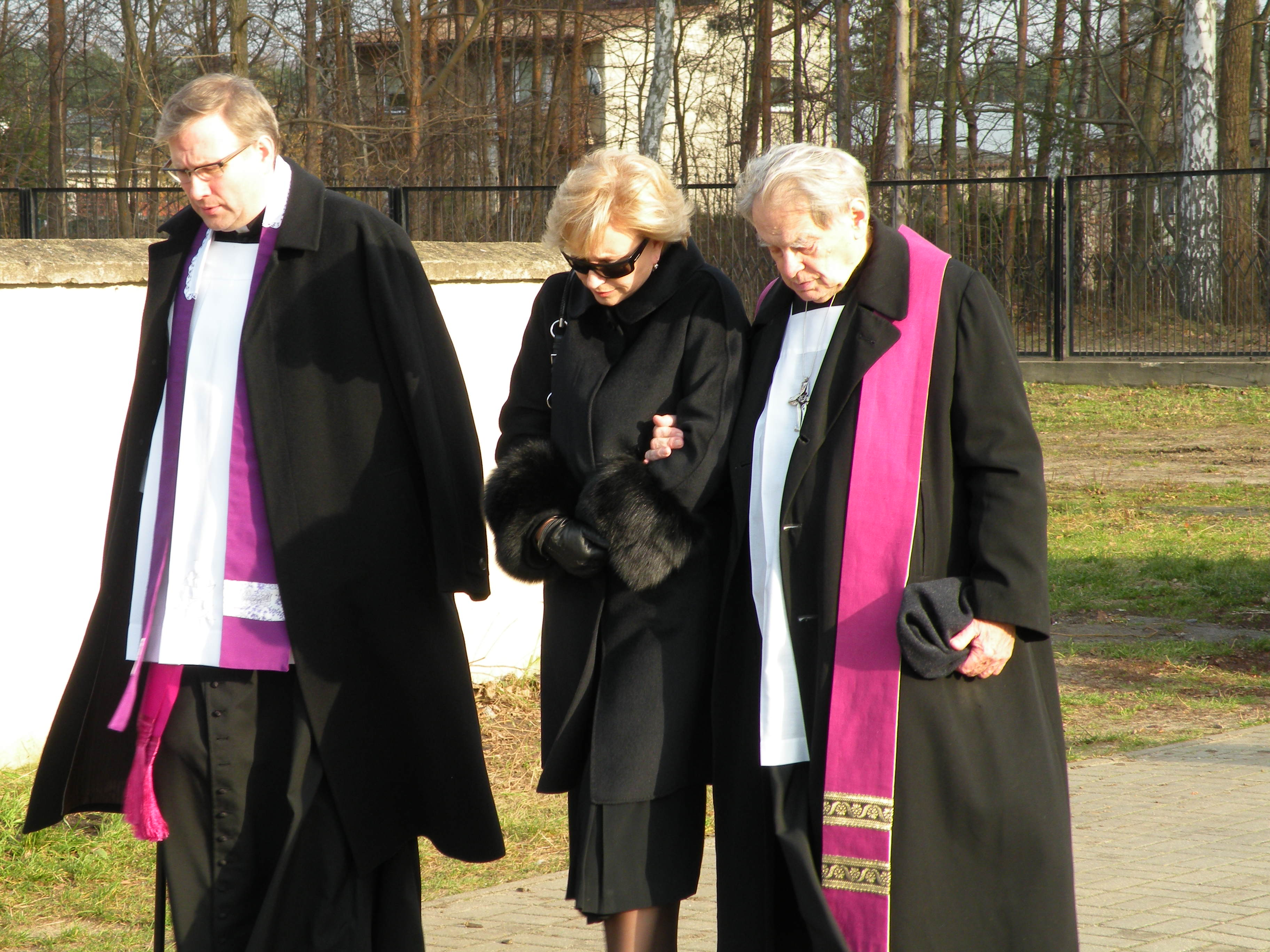
Pogrzeb Marii Klejdysz, od lewej: ks. Ireneusz Bruski, Krystyna Janda, ks. Kazimierz Orzechowski, Konstancin Jeziorna 2009

Ireneusz Stanisław Wawrzyniec Bruski (ur. 29 stycznia 1961 w Sztumie) – prezbiter archidiecezji warmińskiej, prawnik i teolog, literat i publicysta, prezes Stowarzyszenia im. Witolda Hulewicza.

## Życiorys
Syn Franciszka A. Bruskiego (1920-2014) i Władysławy J. Babalskiej (1927-2004). Absolwent Liceum Ogólnokształcącego im. dr. Władysława Gębika w Kwidzynie. W sierpniu 1980 roku zaangażowany w kolportaż ulotek i Strajkowego Biuletynu Informacyjnego „Solidarność” z Gdańska m.in. do Kwidzyna i Prabut, a po wprowadzeniu stanu wojennego – wydawnictw drugiego obiegu. Ukończył studia teologiczne (Olsztyn, Kraków), prawnicze (Warszawa) i dziennikarskie (Toruń, Lille). 14 czerwca 1986 roku otrzymał święcenia prezbiteratu. Zaangażowany m.in. w pomoc represjonowanym działaczom opozycji antykomunistycznej. W latach 1986–1992 pracował w Olsztynie, Malborku, Rucianem Nidzie. Od 1992, przez 12 lat, pełnił funkcje redaktora merytorycznego i wicedyrektora w Warmińskim Wydawnictwie Diecezjalnym. Równocześnie był dyrektorem Papieskich Dzieł Misyjnych w Olsztynie oraz pracownikiem naukowym Instytutu Samorządu Terytorialnego WSP w Olsztynie, a następnie Wydziału Prawa i Administracji Uniwersytetu Warmińsko-Mazurskiego. Od 1999 jest sędzią Trybunału kościelnego w Olsztynie; ponadto pełni funkcję korespondenta KAI i Radia Watykańskiego. W latach: 1992–1995 był redaktorem naczelnym rocznika „Kalendarz Maryjny”, 2007–2010 – dwutygodnika „Posłaniec Warmiński”, z którego stworzył pismo liczące się na medialnym rynku, o wysokim poziomie merytorycznym i pięknej szacie graficznej, 2014–2020 – miesięcznika społeczno-kulturalnego „Bez Wierszówki”, z którego uczynił pismo o zasięgu ogólnopolskim. Twórca i redaktor serii „Państwo – Kościół. Dokumenty, komentarze” oraz czasopism „Missio Ecclesiae” i „Ostoja. Sztuka • Literatura • Społeczeństwo” (Berlin-Warszawa-Wilno). Autor licznych publikacji głównie o tematyce teologicznej, prawnej, historycznej i teatralnej; debiutował na łamach „Tygodnika Powszechnego”. Kanonik Kapituły w Lidzbarku Warmińskim. Laureat Honorowej Matury III LO w Olsztynie (2012). Wolontariusz, a następnie kapelan Domu Aktora w Skolimowie (2005–2009–2011). Współzałożyciel Stow. Wydawców Katolickich i Warmińskiej Inicjatywy Kulturalnej. W latach 2013–2020 prezes SDP w Olsztynie, 2014–2021 członek Zarządu Głównego SDP. Zaangażowany w działalność m.in. Fundacji Sztuki Tańca, Stowarzyszenia „Wspólnota Polska”, ZORRP im. Marszałka Józefa Piłsudskiego, International Federation of Journalists (Brussels), Union Apostolique du Clergé (Paris). Członek Klubu Małej Ojczyzny Kwidzyńskiej, SAiW Copyright Polska, Związku Artystów Scen Polskich i Stowarzyszenia Autorów ZAiKS. W 2023 roku wyróżniony w Poznaniu Medalem „Labor Omnia Vincit” za krzewienie idei pracy organicznej.

## Filmografia
- 2011: 1920. Bitwa Warszawska – konsultacja (ds. obrzędowości katolickiej)

## Ważniejsze publikacje
- Błogosławiona z Roszkowej Woli: Franciszka J.A. Siedliska (1842-1902), WWD, Olsztyn 1989
- Przybywam do Was, Pojezierze, Olsztyn 1991
- Sanktuarium Matki Jedności Chrześcijan w Świętej Lipce, WWD, Olsztyn 1993
- Katechizm dla młodzieży przed bierzmowaniem, Olsztyn 1994
- Rocznik Archidiecezji Warmińskiej, Olsztyn 1995
- Ku Bogu, WWD, Olsztyn 1995
- Konkordat, Warszawa 1997
- Matka Franciszka Siedliska: Myśli, PAX, Warszawa 1997
- Królowa Kaszub, WWD, Olsztyn 1998
- Małżeństwo konkordatowe, Olsztyn 1999
- Duszpasterstwo wojskowe, Warszawa 2000
- Rywałdzka Pani, Gelsenkirchen – Olsztyn 2001
- Rekolekcje z „Gazetą” [współautor], Warszawa 2001
- Sakrament pokuty i pojednania, Olsztyn 2001
- Do młodych świata, Olsztyn 2002
- Wielki Post, WWD, Olsztyn 2003
- Służba wojskowa osób duchownych, Białystok 2005
- Nasza Masza. Rzecz o Marii Burskiej-Przyborze, Skolimów 2006
- Polish Theatrical Party Stade, K & B Verlag, Gelsenkirchen 2011
- Pomorska Siłaczka [ed. nowa i uzupełniona; współautor.], Gelsenkirchen 2012
- Warszawska Terpsychora, Teatr Wielki - Opera Narodowa, Warszawa 2022

## Ważniejsze prace redakcyjne
- Mszalik Niedzielny, opr. W. Nowak, Olsztyn 1993
- Mieczysław Maliński, Wrażliwość na Polskę, WWD, Olsztyn 1997
- Hieronim Chamski, Abba – Ojcze, Warmińskie Wydawnictwo Diecezjalne & Wydawnictwo „Hejnał”, Olsztyn – Płock 1997
- Peter Raina, Rozmowy Biskupa Dąbrowskiego z władzami PRL, Olsztyn 1998
- Ustawa o stosunku Państwa do Kościoła Katolickiego w RP, Seria: „Państwo – Kościół”, Warszawa 1998
- Zdzisława Kobylińska, Polityka. Jak z nią żyć?, Olsztyn 2001
- Suwerenny Kościół w suwerennym państwie, red. wraz z M. Przeciszewskim, Warszawa 2001
- Prawo kanoniczne według Kodeksu Jana Pawła II ks. Tadeusza Pawluka, t. II, uaktualnienie stanu prawnego w 2. wydaniu Ireneusz St. Bruski, Olsztyn 2003
- Stanisław Gajewski, Katarzyna M. Nawacka, Historia ustroju Polski, Olsztyn 2008
- Person and Family in Roman Law in tradition of European law, edited by S. Tafaro, O. Bucci, F. Lempa; redaction wraz z M. Casola, S. Kursa, K. Szczygielski, V. Perrone; ENV, Taranto-Warszawa 2009
- Magdalena Krawczyk, Kościół Ostatniego Testamentu, Centrum Badań Europy Wschodniej UWM, Olsztyn 2020
- Witold Hulewicz, Stanisław Moniuszko, Warszawa 2020
- Peter Raina, Polowanie na Kardynała. Sprawa Henryka Gulbinowicza, Warszawa 2021
- Poezja Rainera Marii Rilkego w tłumaczeniu Witolda Hulewicza. Lyrik von Rainer Maria Rilke ubersetzt von Witold Hulewicz, Warszawa 2021

## Odznaczenia i nagrody
- Krzyż Oficerski Orderu Odrodzenia Polski (2018)[11][5]
- Medal „Pro Patria” (UKiOR, nr 745/SU/16 z 13.04.2016)
- Odznaka honorowa „Zasłużony dla Kultury Polskiej” (MKiDN, nr 10809 z 5.09.2016)
- Medal 100-lecia Odzyskania Niepodległości (2018)[12]
- Krzyż Zasługi PRO SYRIA nadany przez Patriarchę Antiochii i całego Wschodu, Aleksandrii i Jerozolimy[13]
- Krzyż Wielki z Gwiazdą Orderu Świętego Stanisława (decyzja Wielkiej Narodowej Kapituły OŚS w Polsce, 2023, nr 794)[14]
- Medal Gębika (decyzja Kapituły nr 4/V/2015/16 z 4.06.2016)
- Medal za Wzorową Służbę na rzecz Wojska Polskiego (2020)[15]
- Medal Gwiazdy AMICUS TEMPLI Ordo Militiae Christi Templi Hierosolymitani (2022, nr 076)
- Certyfikat „Człowiek Wolności i Niepodległości” za udział i zaangażowanie w walkę o wolną Rzeczpospolitą Polską i budowanie demokratycznej Ojczyzny (decyzja Kapituły Konwentu Seniorów Stow. „Pamięć Jastrzębska” z 3.05.2016)
- Nagroda Marszałka Województwa Warmińsko-Mazurskiego w dziedzinie kultury (2016)
- Nagroda Prezydenta Olsztyna w dziedzinie kultury za rok 2017[16]
- Nagroda Specjalna Ministra Kultury i Dziedzictwa Narodowego (2018)
- Nagroda im. Witolda Hulewicza za wskrzeszanie tradycji polskości na Warmii i Mazurach (2018)[17]
- Nagroda „Mały Feniks” 2020 za szczególne zasługi na polu promocji treści i literatury religijnej w szeroko rozumianej przestrzeni kulturalno-społecznej i medialnej (2020)[18]